# Pseudocentroptiloides ceylonicus
Pseudocentroptiloides ceylonicus is een haft uit de familie Baetidae. De wetenschappelijke naam van de soort is voor het eerst geldig gepubliceerd in 1987 door Glazaczow.
De soort komt voor in het Oriëntaals gebied.